# Sterculia rebeccae
Sterculia rebeccae är en malvaväxtart som beskrevs av E.L.Taylor. Sterculia rebeccae ingår i släktet Sterculia och familjen malvaväxter. Inga underarter finns listade i Catalogue of Life.